# ティンタジェル (バックス)
『ティンタジェル』（英: Tintagel）は、1919年にアーノルド・バックスが完成させた交響詩。おそらくバックスの最も有名な管弦楽曲である。バックスは1917年の夏に、ピアニストで愛人のハリエット・コーエンを伴ってコーンウォルのティンタジェル城を訪れており、この作品はコーエンに献呈された。
ティンタジェル城を題材とするバックスの交響詩のひとつであり、ある程度まで響きによるその描写となっている。バックスの意向によると、岩に高くそびえ立ち、大西洋のほとりで夏の烈しい陽射しに晒されたティンタジェル城を描いた作品ということらしい。旋律の特徴にある種のケルト趣味がうかがわれ、2つある主題のうち一方の基礎となっている。
このケルト風の主題は、アーサー王と、王とティンタジェル城のつながりを呼び覚まそうとして使われた。もう1つの主題は、海を表すものである。自由なソナタ形式で構成されており、中間部にはワーグナーの『トリスタンとイゾルデ』（アーサー王物語とのつながりがある）からの引用が含まれている。